# Tughtaguín
Al-Màlik al-Aziz Dhahir-ad-Din Sayf-al-Islam Tughtaguín b. Ayyub b. Xadhi —àrab: الملك العزيز ظهير الدين سيف الإسلام طغتكين بن أيوب بن شاذي, al-Malik al-ʿAzĩz Ẓahīr ad-Dīn Sayf al-Islām Ṭuḡtagīn b. Ayyūb b Xāḏī—, més conegut simplement com a Dhahir-ad-Din Tughtaguín o Tughtaguín fou un príncep aiúbida, germà de Saladí. Fou emir del Iemen del 1181 al 1197.

## Biografia
Saladí va enviar com a emir governador general al seu germà al Màlik al-Aziz Sayf al-Islam Tughtegin (Tughtekin, Tugh Tekin, Tugh Tegin) o més comunament Tughtaguín que al final del 1181 va arribar a Zabid amb un miler de cavallers. Se li donava tanta importància que el governador de Zabid el va anar a rebre a Kedra, una localitat força llunyana. El governador de Zabid va ser rebut per Tughtegin a Kedra i li va demanar permís per retornar a Egipte; li fou concedit i va anar a Zabid per agafar el seu bagatge i recollir el seguici per marxar, però llavors fou arrestat per ordre de Tughtegin i tots els seus béns confiscats. Va ser executat en secret a Taizz el 1183. El governador de Takar, Yakut al-Taizzi fou confirmat en el càrrec però Tughtegin va avançar cap a Djened i va rebre personalment possessió de Takar de les seves mans (1182). Va seguir avançant cap a Aden, d'eon el governador va fugir per mar amb els seus béns i encara que fou perseguit i una part dels béns foren capturats ell mateix va aconseguir escapar amb la resta, aconseguint arribar a Damasc, on va viure fins a la seva mort anys després (1192). Tughtegin va nomenar nous governadors per Aden, Djubla i altres llocs.
Només els hamdanites li oferien resistència: Ali ibn Sultan Hatim estava a Biraix i el seu germà Ziyad ibn Sultan Hatim a Habb.
El 1185 Tughtegin va atacar Habb que va assetjar. La va deixar així i va fer el pelegrinatge a la Meca i finalment va ocupar la ciutat a la tornada (1186) i va matar a tots els que hi va trobar. Llavors va sotmetre el país de Djend sempre hostil, i va ocupar Hazzan i Dhimar (o Dhemar) on un cosí del sobirà hamdanita es va sotmetre a Tughtegin i d'on fou nomenat governador el que ho era de Djubla.
Ali ibn Sultan Hatim encara resistia a Biraix i tenia molt de suport a Sanaa; en aquesta ciutat, sense guarnició kurda, va fer destruir la torre Ghumdan i les muralles (1187) i va ordenar als habitants retirar-se cap al Djebel Djenb. Les tribus d'aquesta zona aixecades per enèsima vegada, van recuperar Dhemar, que fou saquejada; però la guarnició kurda va resistir a la ciutadella i el governador de Djubla va enviar les forces de què disposava al país de Djenb i finalment les tribus hostils foren dispersades amb fortes pèrdues. Tughtegin va fer ocupar llavors Yesar i la fortalesa de Qaydan, en poder d'una branca de l'antiga dinastia sulàyhida; el setge d'aquesta fortalesa va durar 9 mesos i només hi va haver rendició quan es va permetre als prínceps sulàyhides la sortida amb seguretat per poder reunir-se amb Ali ibn Sultan Hatim.
Tughtegin va tornar llavors a atacar Dumluwa (1188) defensada per l'eunuc Djawhar, que finalment va accedir a vendre la fortalesa a canvi de certa quantitat de diners i de què els atacants no hi entressin fins que els prínceps zuràyides haguessin pogut marxar en seguretat amb tots els seus béns, per mar. Quan Djawhar va rebre notificació que els prínceps estaven sans i estalvis va donar ordre per escrit al seu lloctinent d'entregar el castell, i va fugir disfressat de dona, per reunir-se amb els seus amos a Abissínia. El lloctinent no va obeir l'ordre rebuda i els aiúbides llavors van renovar el setge; finalment el lloctinent va arribar a un acord de venda de la fortalesa a canvi de certa quantitat de diners per a ell mateix i de poder retirar-se sa i estalvi a Sanaa, una ciutat que no tenia ocupació aiúbida permanent, cosa que va poder fer; Tughtegin va entrar finalment a Dumluwa.
Mentre els fills d'Ali ibn Sultan Hatim van restaurar alguns castells: Dhemermer, Kawkaban, Zafar, Arús, Fass i Aixyah, i es va negociar una treva per dos anys amb els aiúbides, treva per la que els hamdanites van haver de pagar una quantitat de diners. Complert el termini de la treva (1190) Tughtegin va avançar cap a Sanaa, però es va aturar a Djehran i allí va rebre un enviat hamdanita que va negociar la renovació de la treva a canvi de més diners. Diversos ostatges van quedar en mans de Tughtegin com a garantia.
Ali ibn Sultan Hatim no va ratificar els termes de l'acord. Tughtegin es va portar amb cavallerositat i va deixar anar els ostatges. Llavors Tughtegin va començar per atacar i ocupar la fortalesa d'Aixyah. Després va retornar cap a Djehran i llavors cap a Sanaa, Dhemermer, Fass, el Djebal Hadur (o terra d'Himyar) i Arús. En aquesta darrera ciutat el xeic local va tenir un fill el mateix dia que arribava Tughtegin, i l'infant va rebre el nom d'al-Aziz en honor de l'emir i altre cop Tughtegin es va mostrar generós i va passar per la ciutat sense atacar-la com a manera d'agrair el gest del cap local. Va anar cap a Zafar i va tornar a Sanaa, ocupant llavors les terres de Fass (Gran Fass i Petit Fass) que estaven en poder del dos fills de Sultan Bishr ibn Hatim (aquest era germà del sobirà Ali ibn Sultan Hatim i, per tant, els seus fills eren nebots) els quals foren fet presoners però Tughtegin els va deixar lliures i els va enviar a Dhemermer amb la seva mare. Va tornar a Zafar i va assetjar Kawkaban utilitzant ballestes fins que finalment la fortalesa li fou entregada a canvi de què Ali ibn Hatim pogués conservar la fortalesa de Aruseyn. Finalment Tughtegin va iniciar el llarg setge de Dhemermer que havia de durar quatre anys.
Ali ibn Hatim va defensar Dhemermer en persona. A mesura que passaven els mesos i anys les dues parts esdevingueren cansades del conflicte i finalment es va arribar a un acord pel qual Ali ibn Sultan Hatim va cedir tots els seus castells, fortaleses i terres a canvi d'una pensió.
Va morir l'11 de setembre de 1197. El va succeir el seu fill Muizz al-Din Ismail ibn Tughtegin.

## Font
- Ali ben al-Hasan al-Khazradji, The pearls-strings: a history of the Resuliyy dinasty of Yemen, traducció de Sir James W. Redhouse, Leyden i Londres, 1906